# Можарка (Пензенская область)
Можарка — село в Городищенском районе Пензенской области России. Входит в состав Русско-Ишимского сельсовета.

## География
Село находится в восточной части Пензенской области, в лесостепной зоне, к востоку от реки Ишимки, к западу от автодороги 58К-59, на расстоянии примерно 5 километров (по прямой) к юго-западу от города Городище, административного центра района. Абсолютная высота — 208 метров над уровнем моря.
Климат
Климат характеризуется как континентальный, с холодной зимой и жарким летом. Среднегодовая температура — 3,1 °C. Средняя температура воздуха самого холодного месяца (января) составляет −12,9 °C; самого тёплого месяца (июля) — 19 °C. Годовое количество атмосферных осадков — 673 мм, из которых 415 мм выпадает в период с апреля по октябрь. Снежный покров держится в среднем 146 дней.

## Население
| 1926 | 1930 | 1939 | 1959  | 1979 | 1989 | 1996 |
| ---- | ---- | ---- | ----- | ---- | ---- | ---- |
| 172  | ↗201 | ↗573 | ↗6460 | ↘463 | ↘353 | ↗385 |
| 2002 | 2010 |      |       |      |      |      |
| ↘283 | ↘181 |      |       |      |      |      |

Половой состав
По данным Всероссийской переписи населения 2010 года в гендерной структуре населения мужчины составляли 48,6 %, женщины — соответственно 51,4 %.
Национальный состав
Согласно результатам переписи 2002 года, в национальной структуре населения русские составляли 75 % из 283 чел.